# Liste der Ständigen Vertreter des Vereinigten Königreichs bei den Vereinten Nationen

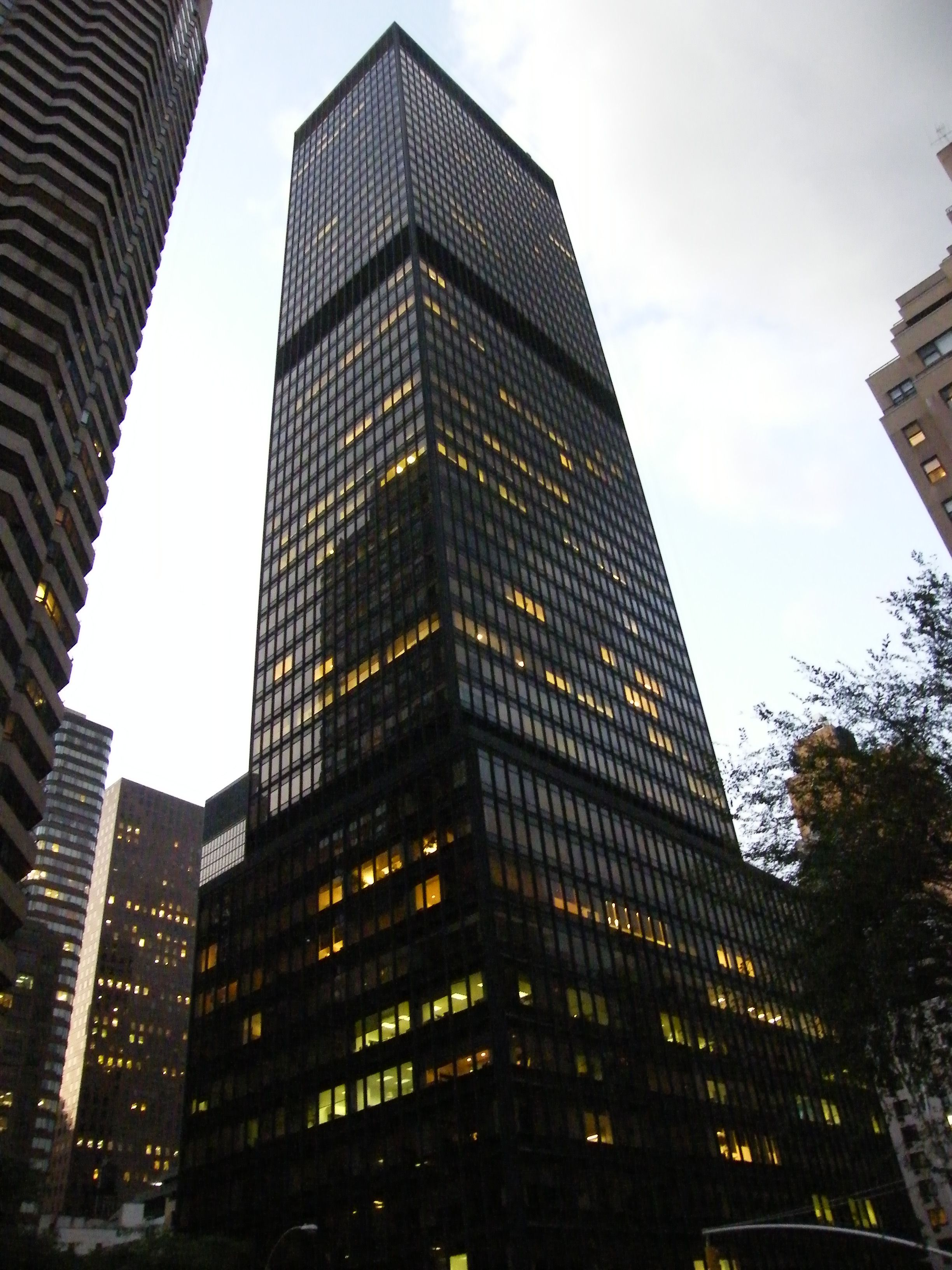
Sitz der Ständigen Vertretung des Vereinigten Königreichs bei den Vereinten Nationen im One Dag Hammarskjöld Plaza, 885 Second Avenue, New York

Dies ist eine Liste der Ständigen Vertreter des Vereinigten Königreichs bei den Vereinten Nationen in New York. Der volle offizielle Titel lautet: Her Britannic Majesty's Permanent Representative from the United Kingdom of Great Britain and Northern Ireland to the United Nations.

## Liste der Ständigen Vertreter
- Sir Alexander Cadogan (1946–1950)
- Sir Gladwyn Jebb (1950–1954)
- Sir Pierson Dixon (1954–1960)
- Sir Patrick Dean (1960–1964)
- Lord Caradon (1964–1970)
- Sir Colin Crowe (1970–1973)
- Sir Donald Maitland (1973–1974)
- Lord Richard (1974–1979)
- Sir Anthony Parsons (1979–1982)
- Sir John Adam Thomson (1982–1987)
- Sir Crispin Tickell (1987–1990)
- Sir David Hannay (1990–1995)
- Sir John Weston (1995–1998)
- Sir Jeremy Greenstock (1998–2003)
- Sir Emyr Jones Parry (2003–2007)
- Sir John Sawers (2007–2009)
- Sir Mark Lyall Grant (2009–2015)
- Matthew Rycroft (2015–2018)
- Dame Karen Pierce (2018-)